# Begonia acaulis
Begonia acaulis é uma espécie de Begonia.